# Vinovia
Vinovia o Vinovium fue una fortaleza romana y un asentamiento situado a poco más de 1 milla (1,6 km) al norte de la ciudad de Bishop Auckland a orillas del río Wear en el condado de Durham en Inglaterra. El fuerte fue el sitio de una aldea hasta finales de la Edad Media, pero el pueblo moderno de Binchester está a unas 2 millas (3 km) al este, cerca de Spennymoor. Las ruinas ahora se conocen como fuerte romano de Binchester.

## Historia

### El fuerte

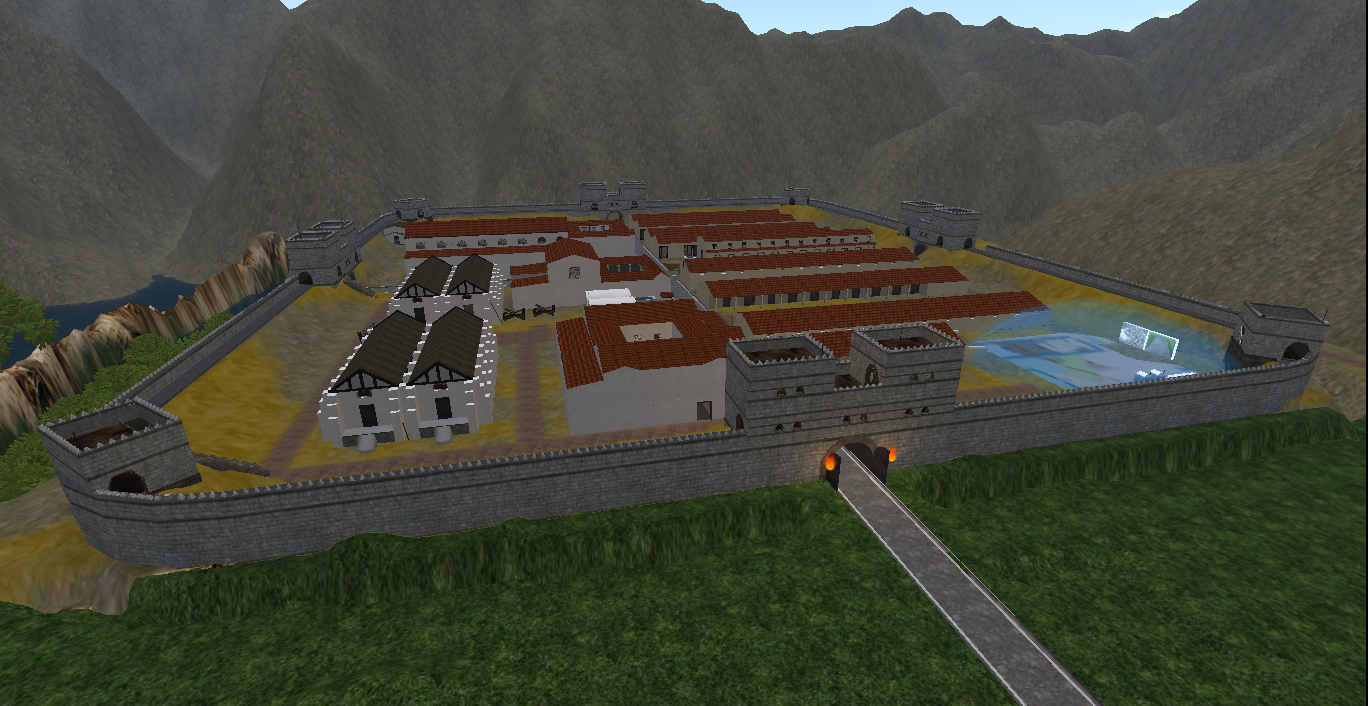
Reconstrucción de Vinovia en el universo virtual de Second Life.

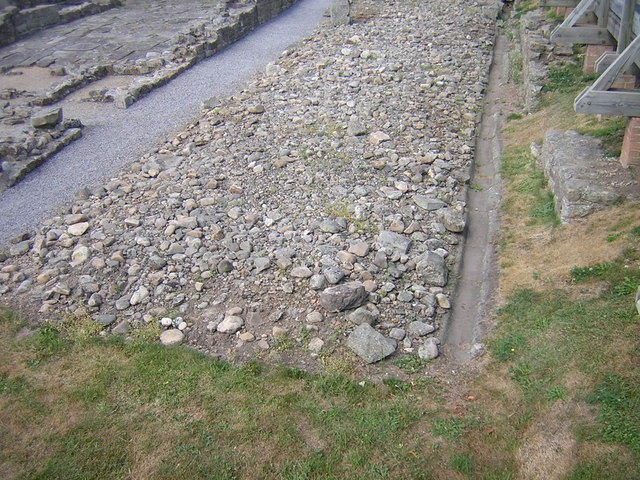
Calzada romana en Binchester.

No se sabe mucho sobre el asentamiento prerromano en el área inmediata. El fuerte probablemente se estableció alrededor del año 79 para proteger el cruce del río Wear por Dere Street, la principal calzada romana entre York, el muro de Adriano y Escocia, y también la via principalis del fuerte. Asentado en lo alto de una colina de 15 metros (16,4 yd) sobre el río Wear, Vinovia fue el fuerte romano más grande en el condado de Durham. El terreno se limpió de árboles y arbustos y se colocó un enorme relleno de nivelación en la meseta antes de que comenzara la construcción del fuerte. Los arqueólogos encontraron cuatro monedas de Vespasiano que parecen corroborar que la construcción inicial estaba relacionada con la marcha de Agrícola hacia el norte hacia el territorio de los brigantes.

### La guarnición
No está del todo claro qué unidades de guarnición habrían estado estacionadas en Binchester. El cuneus Frisorum Vinoviensium y el equites catafractariorum aparecen mencionados en inscripciones del lugar. Las unidades de caballería del ala Vettonum, una cohorte de soldados frisones, y parte de la Legio VI Victrix también podrían haber estado aquí en algún momento de su historia.

### Vicus

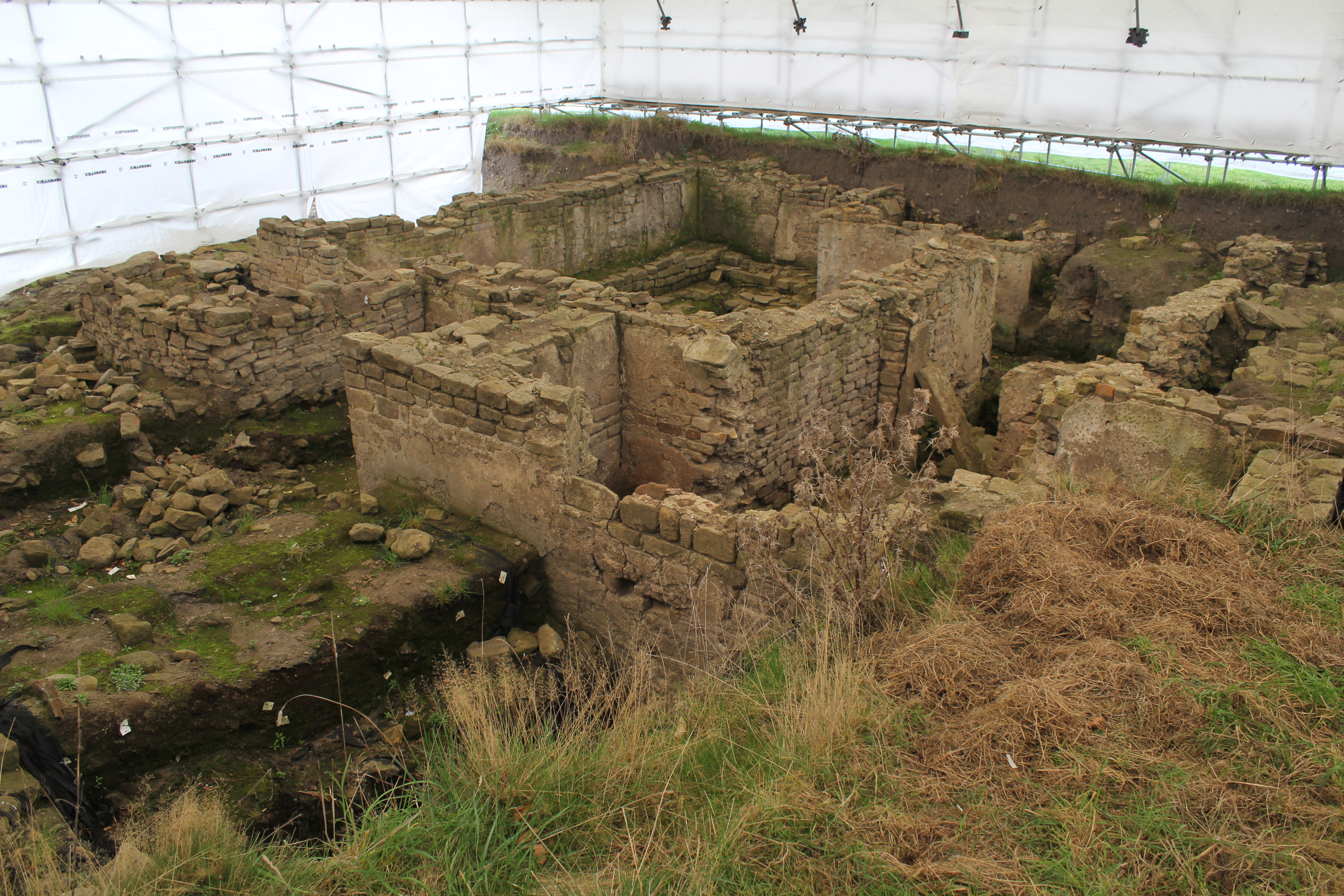
Restos excavados del vicus

Existía un extenso asentamiento civil (vicus) al norte y al oeste del fuerte, cuyos restos están enterrados bajo los pastos de Binchester Hall Farm. La parte sur del fuerte se encuentra ahora debajo de Binchester Hall, mientras que algunas de las defensas fueron destruidas por un deslizamiento de tierra en el siglo XIX. Todavía se puede ver parte del puente de piedra por el cual Dere Street cruzaba el río Wear cuando el caudal del río está bajo.

### Historia posterior
Aunque la ocupación romana de Gran Bretaña terminó oficialmente alrededor de 410, el área alrededor de Binchester parece haber permanecido ocupada por la población local. A principios del siglo VI, se había fundado un pequeño cementerio anglosajón y había comenzado la demolición de los edificios del fuerte para recuperar los materiales, algunos de los cuales finalmente se usaron en la construcción de la cercana Iglesia Escomb del siglo VII. Una aldea y una casa señorial sobrevivieron en Binchester hasta finales de la Edad Media. El sitio de la casa ahora está ocupado por el Binchester Hall, del siglo XVII.

## Excavaciones arqueológicas
Los restos del fuerte son conocidos por anticuarios e historiadores desde el siglo XVI. En 1552, John Leland escribió que se habían descubierto monedas romanas en campos arados en las cercanías, mientras que William Camden, en 1586, mencionó que aún se podían ver restos de algunos muros. Se encontró una casa de baños en 1815 cuando un carro cayó accidentalmente en parte de un hipocausto. A las ruinas no les fue bien con los ocupantes de Binchester Hall de principios del siglo XIX. En 1828, "altares, urnas y otras reliquias" fueron robados para usarlos como accesorios dentro de los pozos de carbón en el área.

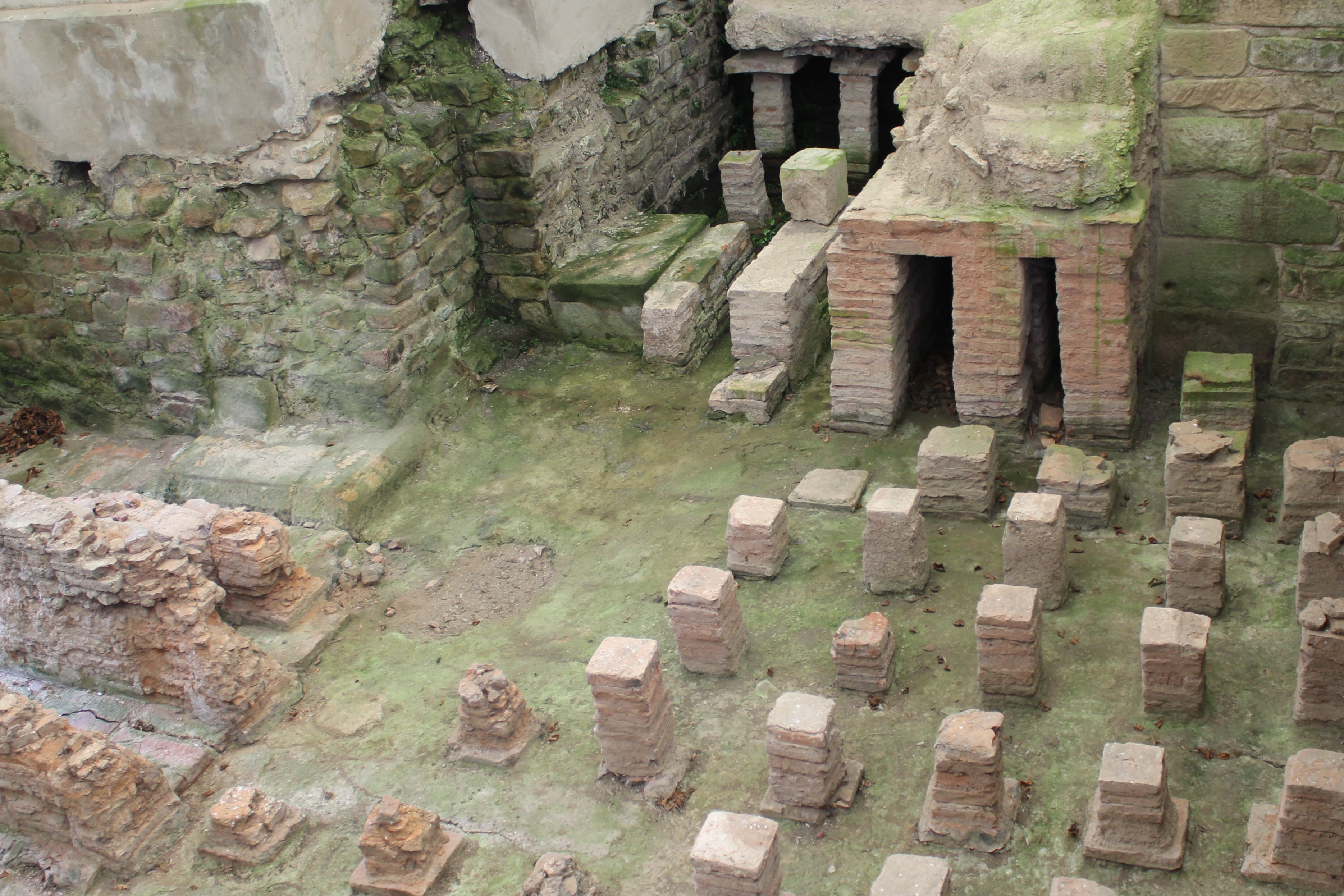
Excavaciones en los baños romanos en marzo de 2017

Las primeras excavaciones arqueológicas tuvieron lugar entre 1878 y 1880, bajo los auspicios de John Proud del obispo Auckland y el reverendo Robert Eli Hooppell de Byers Green, investigando la casa de baños, algunas defensas del fuerte y partes del asentamiento alrededor. Sin embargo, Hooppell afirmó que "(prácticamente) todo lo importante encontrado en Binchester antes de 1879 ha perecido o se ha dispersado sin esperanza de recuperación". Hooppell hizo que los trabajadores excavaran la muralla este del fuerte donde descubrieron una parte de Dere Street que funcionaba como la Via Principalis del fuerte. También exploraron el vicus, descubriendo varios edificios de factura sencilla. En 1891, la instalación de tuberías de agua potable en la zona causó la destrucción de la esquina noreste de la fortaleza, en particular la muralla, Dere Street y algunas casas del vicus, pero dejó al descubierto un gran altar romano dedicado por Pomponio Donato, un "beneficiario del gobernador", a Júpiter y las Matres Ollototae (tres diosas madres celtas de origen continental).
En 1937, Kenneth Steer llevó a cabo algunas excavaciones alrededor de las defensas del fuerte como parte de su licenciatura en arqueología en la Universidad de Durham. Allí encontró evidencia de edificios posromanos sobre estas zanjas, lo que sugiere que el vicus continuó como un pequeño asentamiento después de que el fuerte fuera ocupado activamente. También pudo identificar un fuerte agricolano temprano debajo de uno posterior, que data aproximadamente del siglo III. Trabajos adicionales continuaron en 1955 y entre 1964 y 1972, cuando se volvió a excavaron los baños y fueron despejados en su mayor parte. La década de 1960 fue también el período en que el sitio arqueológico quedó bajo la tutela del Consejo del Condado de Durham . En 1971, la excavación de rescate en el extremo noroeste de Binchester Hall encontró alrededor de seis capas sucesivas de barracones de madera.
Un programa de excavación a largo plazo iniciado por el Museo Bowes para el Consejo del Condado de Durham se desarrolló entre 1976 y 1980 y luego nuevamente entre 1986 y 1988. Se centró principalmente en los baños y la casa del comandante adjunto, descubriendo varias fases de actividad.  La primera fue la construcción de la casa con patio original, presumiblemente utilizada por el comandante del fuerte, construida en algún momento después de la mitad del siglo IV sobre dos edificios de piedra anteriores más pequeños, también presumiblemente praetoria. Tenía una decoración atractiva y estaba destinado a un solo ocupante. Más tarde, pero quizás también en el siglo IV, se construyó un baño independiente contiguo a la casa, lo que requirió la demolición de parte del edificio anterior. Tenía tres habitaciones: una habitación templada, una habitación caliente y una habitación caliente con dos baños de inmersión. Los excavadores entendieron que este edificio de baños era para uso exclusivo del comandante. Aún más tarde, la casa parece haber perdido a su singular ocupante. Las habitaciones se subdividieron y se crearon varias unidades independientes en lo que originalmente era una casa grande. Los baños recibieron un patio de losas, una puerta de entrada de tres arcos y una pequeña antesala, y se sugiere que la reorganización de ambas estructuras significó que los baños se abrieran a todo el regimiento en el fuerte. Una moneda del usurpador Magnencio, acuñada entre 350 y 360, puede proporcionar un terminus post quem para estas renovaciones. Los baños y la casa cayeron entonces en tiempos difíciles. La falta de mantenimiento de los baños se puede ver arqueológicamente en el período siguiente, y en la casa, las habitaciones pasan a ser utilizadas para la industria, incluida la herrería, el apagado de cal y la matanza de animales. Un basurero excavado en un canal alrededor de la mayor parte del edificio contenía una gran cantidad de huesos y escombros de animales. Finalmente, el derrumbe de algunos muros y parte del techo de las termas parece haber anunciado el fin del conjunto en algún momento de la época posromana. Sin embargo, todo el fuerte parece haber sido utilizado como cementerio desde mediados del siglo VI hasta el siglo XI. Una mujer sajona fue encontrada enterrada entre los escombros causados por el derrumbe del techo.

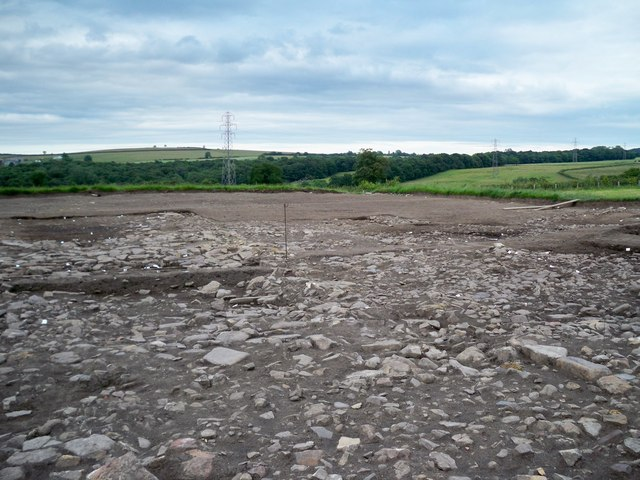
Excavaciones en Binchester

Alrededor de 4,7 hectáreas (11,6 acre) del vicus se fueron cartografiadas tras un estudio geofísico en 2004. Junto con los anteriores estudios, comenzó a surgir una imagen de un asentamiento civil bastante extenso que se encontraba debajo de los campos al este del fuerte, donde Hooppell había hecho sus primeras trincheras de prueba. Esto llevó al arqueólogo David Mason a sugerir al programa de televisión arqueológica Time Team de Channel 4 que Binchester podría proporcionar un terreno fértil para la investigación. En abril de 2007, la productora acudió al sitio y pasó tres días excavando y ampliando el área estudiada por medios geofísicos. Además de descubrir más restos del fuerte anterior, el programa también encontró una hilera de tres mausoleos militares, los primeros encontrados en Gran Bretaña en 150 años.
En 2018, una excavación de seis semanas en la que participaron 60 arqueólogos y voluntarios descubrió un camino, imágenes talladas y varias edificaciones industriales de la época romana.